# Пакистано-российские отношения
Пакистано-российские отношения — двухсторонние дипломатические отношения между Российской Федерацией и Исламской Республикой Пакистан. Россия содержит посольство в столице Пакистана Исламабаде, а Пакистан посольство в Москве. Обе страны являются членами ШОС.

## Общая характеристика стран
|                                | Россия                     | Пакистан             |
| ------------------------------ | -------------------------- | -------------------- |
| Площадь, км²                   | 17 125 191                 | 803 940              |
| Население, чел.                | 142 914 136 (2011)         | 187 342 721 (2010)   |
| Государственное устройство     | президентско-парламентская | смешанная республика |
| Объём ВВП (ППС), $ млрд        | 2 218                      | 465                  |
| ВВП на душу населения (ППС), $ | 15 806                     | 2 500                |

## История
Страны установили дипломатические отношения 1 мая 1948 года. Отношения между двумя государствами были напряжёнными в прошлом из-за союзнических отношений России с Индией, а также из-за пакистанской поддержки моджахедов во время советской оккупации Афганистана. В последние годы отношения между Пакистаном и Россией неуклонно развиваются, в 2011 году Владимир Путин поддержал пакистанское стремление войти в состав ШОС.

### Советско-пакистанские отношения
1 мая 1960 года в районе Свердловска расчётом ЗРК был сбит самолёт U-2, пилотируемый Ф. Пауэрсом. Полёт американского самолёта-разведчика был осуществлён с территории Пакистана, что негативно сказалось на отношениях между Советским Союзом и Пакистаном. Советский Союз угрожал разбомбить пакистанскую базу ВВС, если подобная ситуация повторится.
Под руководством президента Мухаммеда Айюб Хана, Пакистан стремился к улучшению отношений с Советским Союзом, в период между 1966 и 1971 годами развитие торговых и культурных отношений между двумя странами возросло. Тем не менее, советская критика действий Пакистана во время третьей войны с Индией серьёзно ослабила развитие двусторонних отношений, а последующие советские продажи оружия в Индию на сумму в миллиарды долларов на льготных условиях, ещё сильнее ухудшили их.
Зульфикар Али Бхутто совершил государственный визит в Москву в 1974 году. После этого визита отношения Советского Союза с Пакистаном стали тёплыми и дружественными впервые за долгие годы. Бхутто провёл переговоры о строительстве сталелитейных заводов, и Советский Союз вложил миллиарды долларов на развитие металлургического производства в Пакистане. Также Зульфикар Бхутто достиг договорённости о совместных разработках нефтяных месторождений в Пакистане.
При советском содействии в 1970-х годах были сооружены энергоблок ТЭС в Гудду и самая крупная в стране радиостанция близ Исламабада. К концу 1970-х гг. каждый четвёртый трактор и каждый четвёртый телевизор в Пакистане были выпущены в Советском Союзе, каждая шестая тонна нефти была добыта на месторождениях, разведанных или освоенных с участием советских специалистов.
После смерти З.А.Бхутто к власти в Пакистане пришёл генерал Зия-уль-Хак, который выступал против Советского Союза идеологически. В 1980-х годах увеличилась напряжённость между Советским Союзом и Пакистаном из-за ключевой роли последнего в политической и материальной поддержке афганских сил сопротивления. Тем не менее торгово-экономическое сотрудничество между СССР и Пакистаном в первой половине 1980-х гг. ещё оставалось на довольно высоком уровне. Так, по соглашению 1981 года в Пакистане был построен завод по сборке советских тракторов. Однако масштабные проекты, подобные постройке металлургического завода, уже не осуществлялись.
Вывод советских войск из Афганистана и распад Советского Союза привели к значительному улучшению двусторонних отношений.

### Постсоветский период
Решение Пакистана присоединиться к международной борьбе с терроризмом привело к значительному улучшению отношений. Россия пообещала оказывать поддержку Пакистану в его войне с Талибаном.
В 2007 году премьер-министр России Михаил Фрадков посетил Пакистан с официальным визитом. Он был первым премьер-министром России, который посетил Пакистан за 38 лет. Фрадков провёл встречи с президентом Первезом Мушаррафом и премьер-министром Шаукатом Азизом. Основное внимание визита заключалось в улучшении двусторонних отношений, с особым акцентом на укреплении экономического сотрудничества между двумя странами. Во время президентства Асифа Али Зардари и премьер-министра Юсуфа Реза Гилани отношения между Пакистаном и Россией значительно улучшились. Однако, в 2010 году премьер-министр России Владимир Путин заявил, что Россия против развития стратегических и военных связей с Пакистаном из-за дружественных отношений с Индией.
В 2011 году Россия поддержала пакистанскую заявку на вступление в ШОС. В. Путин публично заявил, что Пакистан является очень важным партнером России в Южной Азии и мусульманском мире.
Осенью 2012 года прошло заседание российско-пакистанской Межправительственной комиссии по торгово-экономическому и научно-техническому сотрудничеству.
В феврале 2013 г. Исламабад посетила председатель Совета Федерации России В.Матвиенко. В начале того же года был подписан межправительственный Меморандум о сотрудничестве в реконструкции и модернизации Карачинского металлургического завода.
В апреле 2014 г. визит в Москву совершил спикер пакистанского Сената С. Бухари.
9 июня 2017 года лидеры России, Казахстана, Китая, Киргизии, Таджикистана и Узбекистана подписали решение о завершении процедуры приема Индии и Пакистана в члены организации и предоставлении им статуса государств — членов ШОС.
В апреле 2021 С. Лавров вновь посетил Исламабад, сразу после посещения Дели. Стороны обсуждали возможности начала закупки российского сжиженного природного газа.
24 февраля 2022 президент РФ Владимир Путин и премьер-министр Пакистана Имран Хан провели переговоры в Кремле.

## Экономическое сотрудничество
После распада СССР до сих пор не восстановлены прямые авиарейсы ни в Исламабад, ни в Карачи, ввиду отсутствия спроса.
В начале 2013 года был подписан межправительственный Меморандум о сотрудничестве в реконструкции и модернизации Карачинского металлургического завода.
В октябре 2015 года Россия и Пакистан подписали межправительственное соглашение о строительстве газопровода «Север-Юг» из Карачи в Лахор. В 2017 году строительство перенеси на 2019 год из-за отсутствия договоренности между странами о тарифе. В 2021 году было заключено новое соглашение по строительству газопровода, протяженностью 1100 километров и пропускной способностью 12,4 миллиарда кубометров в год, под новым названием «Пакистанский поток». 15 сентября на саммите ШОС Владимир Путин подтвердил возможность трубопроводных поставок газа в Пакистан, указав, что часть инфраструктуры уже построена. Согласно Reuters, проект должен был быть запущен в 2020 году, но был отложен из-за западных санкций.
16 ноября 2022 года между представителями двух стан было подписано соглашение о международном автомобильном сообщении, которое расширит географию перевозок грузов автомобильным транспортом по маршрутам международного транспортного коридора «Север — Юг», в том числе в части выхода на территорию Пакистана через территорию Ирана.
8-20 января 2023 года страны подписали соглашения в сфере таможенных процедур::
Первое. Соглашение между Правительством Российской Федерации и Правительством Исламской Республики Пакистан о сотрудничестве и взаимной помощи в таможенных делах. 

Второе. Протокол между Федеральной таможенной службой (Российская Федерация) и Таможенной службой Федерального совета по доходам Исламской Республики Пакистан об обмене документами и сведениями о таможенной стоимости товаров, перемещаемых между Российской Федерацией и Исламской Республикой Пакистан. 

Третье. Рабочее соглашение по летной годности между Федеральным агентством воздушного транспорта (Российская Федерация) и Ведомством гражданской авиации (Исламская Республика Пакистан).
В октябре 2023 года Россия и Пакистан заключили долгосрочный контракт на поставки нефти. При этом подчеркивается, что закупки российской нефти планируется проводить на коммерческих условиях, но в рамках международных обязательств страны. Ранее, Исламабад еще летом этого года оплатил первую партию российской нефти китайскими юанями. Не исключено, что именно в китайской валюте будут осуществляться платежи по долгосрочному контракту.
На фоне российского вторжения на Украину власти Пакистана заявили, что не поддержит санкции против России вне зависимости от итогов предстоящих всеобщих выборов в республике.

### Показатели
Товарооборот России и Пакистана в I полугодии 2016 года составил 241,6 млн долл. (падение на 6 % к аналогичному периоду 2015 года).
Экспорт из России — $64,8 млн (рост на 34,2 %; основные товары — черные металлы, бумага и картон, овощи); 
Пакистан поставил товаров на $176,8 млн (падение на 15,3 %; основные категории — овощи, одежда, фрукты и орехи).
В 2020 году товарооборот составил 539 млн долларов США.

## Военное сотрудничество
В 2014 году Россия сняла эмбарго на поставку в Пакистан вооружений. Также в этом году Министры обороны России и Пакистана  подписали в Исламабаде соглашение о сотрудничестве между военными ведомствами двух стран.
В августе 2015 года подписан контракт на поставку из России в Пакистан вертолетов Ми-35М.
В 2015 году Пакистан принял участие в совместных военных учениях с Россией на российском Дальнем Востоке, а также в соревнованиях военно-воздушных сил между экипажами России, Китая, Египта, Венесуэлы и Белоруссии.
В ноябре 2018 года в северной части Аравийского моря Россия и Пакистан отрабатывали совместные действия по пресечению деятельности пиратских группировок и других преступных групп на море.
В 2020 году прошли 5-е совместные российско-пакистанские учения «Дружба-2020», в них приняли участие более чем 150 военнослужащих.
С 15 по 16 февраля 2021 года отряд кораблей ВМФ РФ по приглашению пакистанской стороны принял участие в морской фазе многонациональных военно-морских учений «Аман-2021».
Октябрь 2021 — совместное российско-пакистанское учение «Дружба-2021», на полигоне Молькино в Краснодарском края.